# Helena de Schleswig-Holstein-Sondenburg-Glücksburg
Helena de Schleswig-Holstein-Sondenburg-Glücksburg, princesa de Dinamarca (Grünholz 1888 - Hellerup 1962) va ser princesa de Schleswig-Holstein de la casa ducal dels Glücksburg amb el tractament d'altesa quan contragué matrimoni amb el príncep Harald de Dinamarca.
La princesa Helena fou una fervent defensora del nazisme a Dinamarca. Les seves connexions familiars amb Alemanya eren importants, ja que entre d'altres era neboda del kàiser Guillem II de Prússia. Durant la Segona Guerra Mundial, a diferència de la família reial i especialment del rei Cristià X de Dinamarca, que es mostrà hostil amb les tropes d'ocupació, la princesa Helena hi simpatitzà obertament cosa que feu que es guanyés l'hostilitat oberta de la Casa Reial.

## Família
Nascuda a Grünholz el dia 1 de juny de 1888 essent filla del duc Frederic Ferran de Schleswig-Holstein-Sondenburg-Glücksburg i de la princesa Carolina Matilde de Schleswig-Holstein-Sondenburg-Augustenburg. Helena era neta per via paterna del duc Frederic de Schleswig-Holstein-Sondenburg-Glücksburg i de la princesa Adelaida de Schaumburg-Lippe; mentre que per via materna ho era del duc Frederic de Schleswig-Holstein-Sondenburg-Augustenburg i de la princesa Adelaida de Hohenlohe-Langenburg.
El dia 28 d'abril de 1909 contragué matrimoni a Glücksburg amb el príncep Harald de Dinamarca fill del rei Frederic VIII de Dinamarca i de la princesa Lluïsa de Suècia. La parella tingué 
- SA la princesa Feodora de Dinamarca, nascuda a Jægersborghus l'any 1910 i morta a Bückeburg el 1975. Es casà al Castell de Fredensborg el 1937 amb el príncep Cristià de Schaumburg-Lippe.
- SA la princesa Carolina Matilde de Dinamarca, nascuda a Jægersborghus l'any 1912 i mort aa Sorgenfri el 1995. Es casà al Castell de Fredensborg el 1933 amb el príncep Knud de Dinamarca.
- SA la princesa Alexandrina Lluïsa de Dinamarca, nascuda a Jægersborghus el 1914 i morta a Copenhaguen el 1962. Es casà el 1937 a Copenhaguen amb el comte Leopold de Castell-Castell.
- SA el príncep Gorm de Dinamarca, nat a Jægersborghus el 1919 i mort a Copenhaguen el 1991.
- SA el príncep Oluf de Dinamarca, comte de Rosenborg, nat a Copenhaguen el 1923 i mort el 1990. Es casà de forma morganàtica a Copenhaguen el 1948 amb Annie Helene Dorrit Puggard-Müller de qui es divorcià el 1977 per casar-se en segones núpcies amb Liss Wulff-Juergensen el 1982.

La princesa Helena morí a Hellerup el dia 30 de juny de 1962 a l'edat de 74 anys.